# Crambus perlella
Crambus perlella é uma espécie de insetos lepidópteros, mais especificamente de traças, pertencente à família Crambidae.
A autoridade científica da espécie é Scopoli, tendo sido descrita no ano de 1763.
Trata-se de uma espécie presente no território português.